# Osvaldo Puccio Huidobro
Osvaldo Carlos Puccio Huidobro (Santiago, 21 de diciembre de 1952) es un político y consultor chileno, militante del Partido Socialista (PS). Fue ministro secretario general de Gobierno entre 2005 y 2006, durante la administración del presidente Ricardo Lagos. Ha sido embajador de su país en Austria, Brasil y España.

## Familia y estudios
Su padre fue Luis Osvaldo Puccio Giesen, secretario personal de Salvador Allende, y su madre Myriam Huidobro Reichhardt. Realizó su educación básica en la Escuela República Argentina de Santiago.
Fue alumno del Instituto Nacional de Santiago, donde llegó a ser dirigente estudiantil y presidente del Centro de Alumnos durante el año 1969. Estudió derecho en la Universidad de Chile por tres años.
Se declara agnóstico, pese a no seguir la tradición masónica de su familia.

## Trayectoria política

### Inicios y exilio
Militó en el Movimiento de Izquierda Revolucionaria (MIR) entre 1970 y 1973. Durante el golpe de Estado del 11 de septiembre de 1973, a los 21 años, fue torturado y hecho prisionero junto a su padre por los organismos represivos de la dictadura chilena, pasando siete meses en el Campo de Concentración de Isla Dawson.
El 10 de septiembre de 1974 partió al exilio hacia Rumania y después a Alemania Oriental, en donde obtuvo un doctorado en filosofía en la Universidad Humboldt de Berlín. Por su desempeño en ella se le premió con un viaje a la Unión Soviética en julio de 1977. La Stasi, que lo vigiló, hizo notar en un informe el resentimiento que causó entre sus correligionarios por sus frecuentes viajes a otros países, vedados para ellos. En Potsdam, Puccio Huidobro se reencontró con la futura presidenta Michelle Bachelet, a quien conoció en su años de enseñanza secundaria. Vivió en Alemania Oriental hasta 1984, año en que regresó a Chile.

### Regreso a Chile y gobiernos de la Concertación
Se unió al Partido Socialista y tras la salida de Augusto Pinochet del poder ocupó cargos en los gobiernos de la Concertación. En la presidencia de Eduardo Frei Ruiz-Tagle fue nombrado embajador en Austria entre 1994 y 2000, liderando la representación chilena en Eslovaquia (1995-2000), Bosnia y Herzegovina (1997-2000) y Eslovenia (1997-2000).
Posteriormente, el presidente Ricardo Lagos lo designó embajador en Brasil, cargo que desempeñó entre 2003 y 2005.
Tras la designación de Francisco Vidal como ministro del Interior, fue nombrado por Lagos como ministro secretario general de Gobierno –quien tiene la misión de ser el vocero de La Moneda– el 25 de mayo de 2005, marcando un fuerte contraste con su antecesor –alto y de voz fuerte– mientras que él era bajo y de voz peculiar.
La presidenta Michelle Bachelet lo nombró embajador en España en 2006. Renunció al cargo en septiembre de 2008 por razones personales y con el fin de dedicarse a actividades privadas. Al mes siguiente inició sus actividades como director consejero para Latinoamérica del grupo constructor español Acciona.

## Controversias
En 2007 enfrentó una polémica respecto a los cobros por informes realizados para Gendarmería de Chile durante el año 2003 y de asesorías a Codelco-Chile, los cuales habrían sido pagados pese a que en algunas oportunidades no habría sido realizado el trabajo designado. En abril de 2009 la justicia sobreseyó el caso indicando que «no resulta justificada la comisión de un hecho ilícito».